# Gare de Bar-sur-Aube
Gare de Bar-sur-Aube vasútállomás Franciaországban, Bar-sur-Aube településen.

## Vasútvonalak
Az állomást az alábbi vasútvonalak érintik:
- Párizs–Mulhouse-vasútvonal

## Kapcsolódó állomások
A vasútállomáshoz az alábbi állomások vannak a legközelebb:
- Gare de Chaumont
- Gare de Vendeuvre